# 전라남도의 중학교 목록
다음 목록은 전라남도에 있는 중학교 목록이다.

## 가
강진대구중학교 · 
강진여자중학교 · 
강진작천중학교 · 
강진중학교 · 
강진칠량중학교 · 
거문중학교 · 
고금중학교 · 
고성중학교 · 
고흥과역중학교 · 
고흥남양중학교 · 
고흥대서중학교 · 
고흥도덕중학교 · 
고흥도화중학교 · 
고흥백양중학교 · 
고흥여자중학교 · 
고흥점암중앙중학교 · 
고흥중학교 · 
고흥풍양중학교 · 
곡성중학교 · 
광양골약중학교 · 
광양다압중학교 · 
광양마동중학교 · 
광양백운중학교 · 
광양용강중학교 · 
광양제철중학교 · 
광양중동중학교 · 
광양중학교 · 
광양진월중학교 · 
광영중학교 · 
구례동중학교 · 
구례북중학교 · 
구례산동중학교 · 
구례여자중학교 · 
구례중학교 · 
구림중학교 · 
군외중학교 · 
금당중학교 · 
금산중학교 · 
금성중학교 · 
금일중학교 (생일분교)

## 나
나산실용예술중학교 · 
나주공산중학교 · 
나주금천중학교 · 
나주다시중학교 · 
나주동강중학교 · 
나주문평중학교 · 
나주반남중학교 · 
나주봉황중학교 · 
나주중학교 · 
남악중학교 · 
남평중학교 (다도분교) · 
노안중학교 · 
노화중학교 (넙도분교) · 
녹동중학교 · 
능주중학교

## 다
담양고서중학교 · 
담양금성중학교 · 
담양수북중학교 · 
담양여자중학교 · 
담양중학교 · 
대덕중학교 · 
도암중학교 · 
돌산중앙중학교 · 
돌산중학교 · 
동강중학교 · 
동광양중학교 · 
두륜중학교 · 
득량중학교

## 마
망운중학교 · 
매성중학교 · 
목포덕인중학교 · 
목포애향중학교 · 
목포여자중학교 · 
목포영화중학교 · 
목포옥암중학교 · 
목포유달중학교 · 
목포정명여자중학교 · 
목포제일중학교 · 
목포중앙여자중학교 · 
목포청호중학교 · 
목포하당중학교 · 
목포항도여자중학교 · 
목포혜인여자중학교 · 
목포홍일중학교 · 
무선중학교 · 
무안몽탄중학교 · 
무안북중학교 · 
무안중학교 · 
무안청계중학교 · 
무안행복중학교 · 
무안현경중학교 · 
문태중학교

## 바
벌교여자중학교 · 
벌교중학교 · 
법성중학교 · 
병영중학교 · 
보성복내중학교 · 
보성여자중학교 · 
보성중학교 · 
보성회천중학교 · 
봉래중학교 · 
북평중학교 · 
비금중학교 · 
빛가람중학교

## 사
산이중학교 · 
삼계중학교 · 
삼광중학교 · 
삼호서중학교 · 
삼호중학교 · 
석곡중학교 · 
석교중학교 · 
성전중학교 · 
성지송학중학교 · 
세지중학교 · 
소안중학교 · 
송지중학교 · 
순천금당중학교 · 
순천낙안중학교 · 
순천남산중학교 · 
순천동산중학교 · 
순천매산중학교 · 
순천별량중학교 · 
순천삼산중학교 · 
순천세빛중학교 · 
순천승남중학교 · 
순천승주중학교 · 
순천승평중학교 · 
순천신흥중학교 · 
순천연향중학교 · 
순천왕운중학교 · 
순천왕의중학교 · 
순천월전중학교 · 
순천이수중학교 · 
순천주암중학교 · 
순천팔마중학교 · 
순천풍덕중학교 · 
순천향림중학교 · 
시종중학교 · 
신북중학교 · 
신안신의중학교 · 
신안증도중학교 · 
신안흑산중학교 (가거도분교)

## 아
안산중학교 · 
안좌중학교 · 
암태중학교 · 
압해중학교 · 
약산중학교 · 
여남중학교 (안도분교) · 
여도중학교 · 
여선중학교 · 
여수개도중학교 · 
여수구봉중학교 · 
여수문수중학교 · 
여수삼일중학교 · 
여수아리울중학교 · 
여수웅천중학교 · 
여수종고중학교 · 
여수중앙중학교 · 
여수진남중학교 · 
여수진성중학교 · 
여수중학교 · 
여양중학교 · 
여천중학교 · 
영광군남중학교 · 
영광대마중학교 · 
영광백수중학교 · 
영광염산중학교 · 
영광옥당중학교 · 
영광중학교 · 
영광홍농중학교 · 
영산중학교 · 
영산포여자중학교 · 
영암금정중학교 · 
영암낭주중학교 · 
영암도포중학교 · 
영암미암중학교 · 
영암서호중학교 · 
영암여자중학교 · 
영암중학교 · 
영흥중학교 · 
예당중학교 · 
오룡중학교 · 
옥곡중학교 · 
옥과중학교 · 
완도보길중학교 · 
완도신지중학교 · 
완도여자중학교 · 
완도중학교 · 
용정중학교 · 
우수영중학교 · 
율촌중학교 · 
의신중학교 · 
임자중학교

## 자
자은중학교 · 
장산중학교 · 
장성남중학교 · 
장성백암중학교 · 
장성삼서중학교 · 
장성여자중학교 · 
장성중학교 · 
장성황룡중학교 · 
장흥관산중학교 · 
장흥안양중학교 · 
장흥용산중학교 · 
장흥유치중학교 · 
장흥장평중학교 · 
장흥중학교 · 
장흥향원중학교 · 
장흥회덕중학교 · 
전남체육중학교 · 
조도중학교 · 
조성중학교 · 
지명중학교 · 
진도군내중학교 · 
진도중학교 · 
진도지산중학교 · 
진상중학교 · 

## 차
창평중학교 · 
청람중학교 · 
청산중학교 · 
충덕중학교

## 파
포두중학교

## 하
하의중학교 · 
한국바둑중학교 · 
한재중학교 · 
함평손불중학교 · 
함평신광중학교 · 
함평여자중학교 · 
함평월야중학교 · 
함평중학교 · 
함평해보중학교 · 
해남제일중학교 · 
해남중학교 · 
해룡중학교 · 
해제중학교 · 
현산중학교 · 
화산중학교 · 
화순도곡중학교 · 
화순도암중학교 · 
화순동면중학교 · 
화순동복중학교 · 
화순북면중학교 · 
화순사평중학교 · 
화순이양중학교 · 
화순제일중학교 · 
화순중학교 · 
화양중학교 (화양남분교) · 
화원중학교 · 
황산중학교 · 
희양중학교